# باركلي بالمر
باركلي بالمر (بالإنجليزية: Barclay Palmer)‏ هو منافس ألعاب قوى بريطاني، ولد في 2 مارس 1932.

## وصلات خارجية
- باركلي بالمر على موقع أوليمبيديا (الإنجليزية)
- باركلي بالمر على موقع اللجنة الأولمبية البريطانية (الإنجليزية)